# Акрихін

Акрихін

Акрихі́н — радянський синтетичний лікувальний препарат акридинового ряду.
Жовтий дрібнокристалічний порошок, гіркий на смак, розчинний у воді та спирті. Акрихін використовували для лікування та запобігання малярії (руйнує безстатеві форми малярійних плазмодіїв), а також при лямбліозі, червоному вовчаку, грипі, миготливій аритмії, іноді для підсилення родової діяльності, тощо.